# Rhodochlora minor
Rhodochlora minor là một loài bướm đêm trong họ Geometridae.